# Principato di Rugia
Il Principato di Rugia o Principato di Rügen (in lingua tedesca Fürstentum Rügen, in lingua danese: Fyrstendømmet Rygien) era un principato danese del medioevo che governò l'isola di Rügen e l'adiacente terraferma dal 1168 al 1325. Fu retto da una dinastia locale di principi di Wizlawiden (Casa di Wizlaw). Per parte di questo periodo, i Rugia furono soggetti al Sacro Romano Impero.

## Conquista danese e conversione

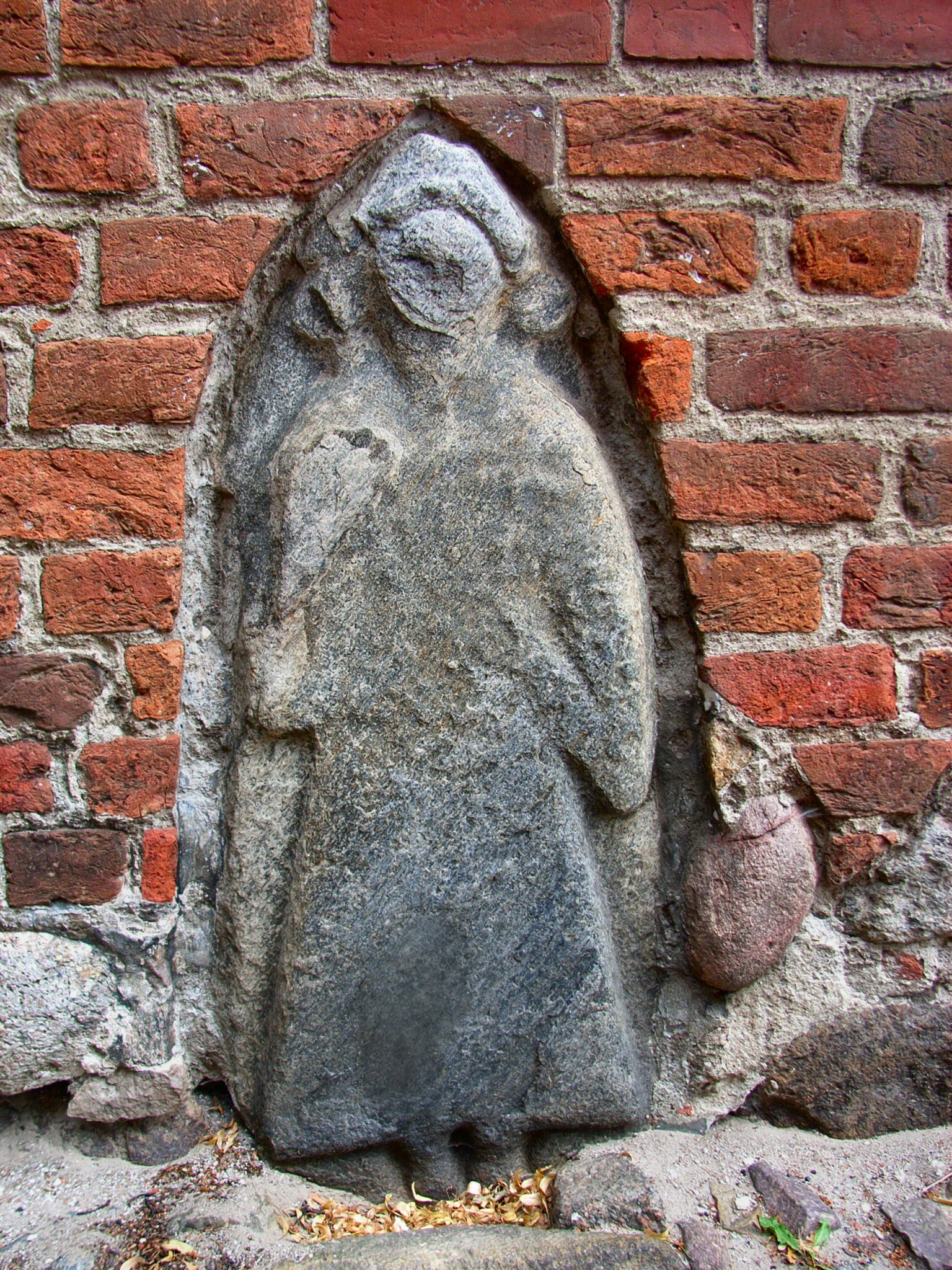
Scultura slava incastonata nel muro esterno della Chiesa di Santa Maria, Bergen auf Rügen, probabilmente lapide funeraria di Jaromar I

I danesi conquistarono Arkona, roccaforte dei Rani, nel 1168. Il capo dei Rani, del quale non sappiamo il nome, divenne vassallo del re danese e la popolazione slava venne lentamente cristianizzata.
Nel XII secolo, il ducato di Rügen non solo era una testa di ponte per l'espansione danese nel Vendland, ma i Rani partecipavano ai raid danesi in Circipania e altre aree conquistate dalla Pomerania di Vartislao I negli anni 1120. Dopo che la Pomerania divenne parte del Sacro Romano Impero nel 1181, il duca Wartislaw inviò nel 1184 una flotta, per conquistare e sottomettere Rügen all'impero. Un contrattacco congiunto di danesi e rani distrusse la flotta della Pomerania nella baia di Greifswald, concedendo così l'accesso ai danesi a tutte le coste abitate dai Vendi e rendendo la Danimarca la potenza predominante fino al 1227. Nella battaglia di Bornhöved i danesi persero tutte le terre Vendiche a eccezione di Rügen.
Dopo la conquista danese, il principato spostò la capitale a Charenza vicino Rugard (ora incorporata in Bergen auf Rügen). Mentre l'isola di Rügen veniva incorporata nell'Arcidiocesi di Roskilde, la terraferma entrava a far parte della Diocesi sassone di Schwerin come compensazione dell'aiuto dato dal Ducato di Sassonia nella conquista.

## Rugia vassalla danese
Tezlaw è indicato come re da Saxo Grammaticus già nel 1164. Dopo la conquista danese, egli divenne principe e nel 1170 gli succedette il fratello Jaromar I (m. 1218). Dopo Jaromar vi furono:
- 1218-1221 Barnuta (figlio maggiore di Jaromar I, capostipite della Casa di Gristow)[1]
- 24 novembre 1221-1249 Wislaw I (fratello di Barnuta)[1]
- 1249-1260 Jaromar II (figlio di Wislaw I)[1]
- 1260-1302 Wislaw II (figlio di Jaromar II)[1]
- 1303-1304 Sambor e Wislaw III (figli di Wislaw II, Sambor morì nel 1304)[1]
- 1304-1325 Wizlaw III[1]

### Migrazioni interne
Quando Rügen divenne principato danese, molti coloni tedeschi furono incoraggiati da Jaromar I e i suoi successori a trasferirsi nelle proprie terre. Al principio del XII secolo, il ducato continentale, in gran parte boscoso, era occupato da tedeschi che venivano a vivere in nuovi villaggi e città ricavate da un'ingente opera di disboscamento. I primi coloni si stabilirono nella valle del Ryck e nella zona di Tribsees. Questa migrazione fa parte del processo chiamato Ostsiedlung, "Insediamento orientale". La commistione tra coloni e popolazione indigena fu rapida. La lingua dei rani, di origine slava, venne soppiantata dalla lingua e dalla cultura tedesca. Già nel tardo XII secolo i Rani come gruppo etnico distinto non esisteva più. 
Oltre a numerosi tedeschi, Rugia era abitata anche da danesi.

### Abbazie e città di nuova fondazione
Al 1193 risale la fondazione dell'abbazia di Bergen, sull'isola di Rügen. Di pochi anni più tardi è l'abbazia di Hilda. Le abbazie svolgevano un ruolo soprattutto politico. Erano proprietarie di vaste tenute fondiarie e spesso, sembra, sorgevano sul sito di antichi templi pagani. 
Per impulso dei nuovi coloni e per esigenze commerciali, nel principato sorsero nuove città. La maggior parte di queste godevano di leggi e privilegi propri, accordati dal principe e dai re danesi. Tra queste si ricordano:
- 1234: Stralsund
- 1255: Barth
- 1258: Damgarten
- 1270: Rügenwalde
- 1285: Grimmen